# 138 Tolosa
138 Tolosa је астероид главног астероидног појаса са пречником од приближно 45,50 km.
Афел астероида је на удаљености од 2,846 астрономских јединица (АЈ) од Сунца, а перихел на 2,050 АЈ.
Ексцентрицитет орбите износи 0,162, инклинација (нагиб) орбите у односу на раван еклиптике 3,207 степени, а орбитални период износи 1399,045 дана (3,830 године).
Апсолутна магнитуда астероида је 8,75 а геометријски албедо 0,269.
Астероид је откривен 19. маја 1874. године.